# Sent Circ (Tarn i Garona)
Sent Circ (en francès Saint-Cirq) és un municipi francès situat al departament de Tarn i Garona i a la regió d'Occitània.

## Demografia
| 1962                                       | 1968 | 1975 | 1982 | 1990 | 1999 | 2006 |
| ------------------------------------------ | ---- | ---- | ---- | ---- | ---- | ---- |
| 282                                        | 301  | 272  | 284  | 331  | 379  | 408  |
| Des de 1962: població sense dobles comptes |      |      |      |      |      |      |

## Administració
| Període   | Identitat    | Partit |
| --------- | ------------ | ------ |
| 2001-2008 | José Cabanes |        |
| 2008-     | Guy Rouzies  |        |